# New Hampshire (Huhn)

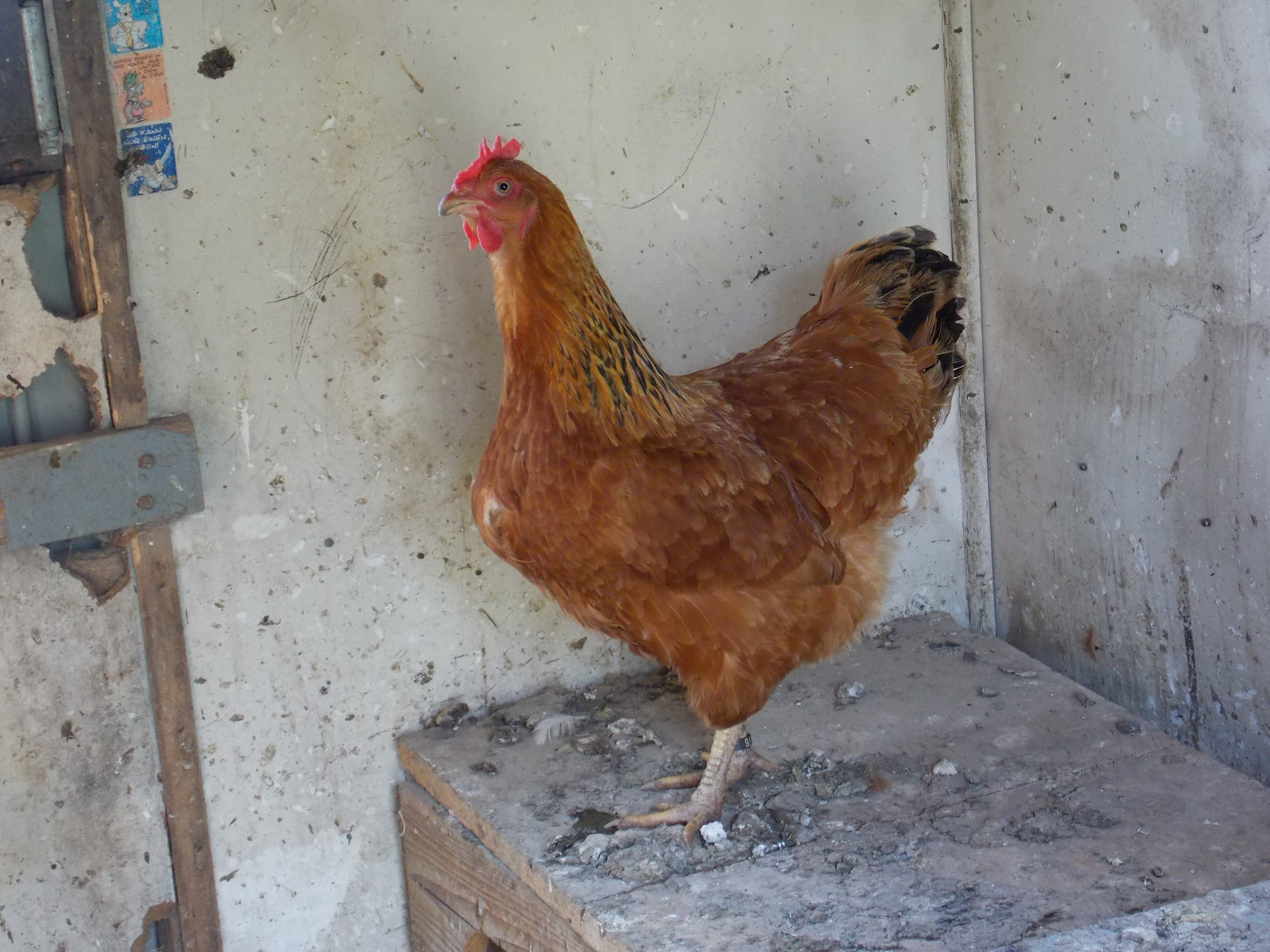
New Hampshire Henne

New Hampshire ist eine mittelschwere Haushuhnrasse.
Ein großer Hahn kann 3 bis 3,5 kg schwer werden, die Hennen werden nur etwa 2,5 bis 3 kg schwer. 
Sie haben eine braune Farbe, ihr Schwanz ist schillernd blau-grün, und ihre Läufe (Beine) sind gelb. Die Hähne haben meist einen sehr großen Kamm und lange Lappen. New-Hampshire-Hühner legen bei optimalen Bedingungen im ersten Jahr rund 250 Eier, im zweiten Jahr nur noch rund 180 Eier.
New Hampshire sind pflegeleicht, sehr zutraulich und von ruhigem Wesen, besonders wenn man seit dem Schlupf mit ihnen zu tun hat. Auch fliegen sie kaum. Die Eier eignen sich ausgezeichnet für die Kunstbrut und ermöglichen so regelmäßig Zuchterfolge. 
Die Rasse stammt aus dem US-Bundesstaat New Hampshire und wurde dort Anfang des 20. Jahrhunderts aus den Rhodeländern weitergezüchtet. Diese wiederum stammen aus Kreuzungen des Roten Malaienkämpfers mit anderen asiatischen Rassehühnern. Die New Hampshire wurden in den 1950er Jahren in Deutschland bekannt, die Robustheit und Wirtschaftlichkeit spielten dabei eine große Rolle. 
Die existierende anerkannte Zwerghuhnrasse Zwerg-New Hampshire hat weltweit starke Verbreitung.